# Havana (Illinois)
Havana és una població dels Estats Units a l'estat d'Illinois. Segons el cens del 2000 tenia 3.577 habitants.

## Demografia
Segons el cens del 2000, Havana tenia 3.577 habitants, 1.467 habitatges, i 981 famílies. La densitat de població era de 525,1 habitants/km².
Dels 1.467 habitatges en un 28,9% hi vivien nens de menys de 18 anys, en un 49,8% hi vivien parelles casades, en un 12,5% dones solteres, i en un 33,1% no eren unitats familiars. En el 29,6% dels habitatges hi vivien persones soles el 17,2% de les quals corresponia a persones de 65 anys o més que vivien soles. El nombre mitjà de persones vivint en cada habitatge era de 2,35 i el nombre mitjà de persones que vivien en cada família era de 2,88.
Per edats la població es repartia de la següent manera: un 23,7% tenia menys de 18 anys, un 8,3% entre 18 i 24, un 25,7% entre 25 i 44, un 20,1% de 45 a 60 i un 22,3% 65 anys o més.
L'edat mediana era de 40 anys. Per cada 100 dones de 18 o més anys hi havia 83,7 homes.
La renda mediana per habitatge era de 30.316 $ i la renda mediana per família de 35.684 $. Els homes tenien una renda mediana de 30.833 $ mentre que les dones 21.215 $. La renda per capita de la població era de 16.781 $. Aproximadament el 10,2% de les famílies i el 12% de la població estaven per davall del llindar de pobresa.

## Poblacions més properes
El següent diagrama mostra les poblacions més properes.